# 데이비드 북스바움
데이비드 앨빈 북스바움(영어: David Alvin Buchsbaum IPA: [ˈdeɪvɪd ˈælvɪn ˈbʊksbaʊm], 1929년 11월 6일 ~ )은 미국의 수학자이다. 호몰로지 대수학과 가환대수학에 기여하였다.

## 생애
1929년 11월 6일 미국에서 태어났다. 컬럼비아 대학교에 입학하여 1949년에 학사 학위를 받았고 1954년에 사무엘 에일렌베르크 아래서 박사 학위를 받았다.
이후 1953 ~ 1954년 동안 프린스턴 대학교에서 강사로 있었으며, 1955 ~ 1956년에 시카고 대학교에 강사로 있었다. 1956년에 브라운 대학교 조교수가 되었다. 1961년에 브랜다이스 대학교로 자리를 옮겼고 1963년에 정교수로 승진하였다.
1999년에 브랜다이스 대학교에서 정년 퇴임하였다. 2012년에 미국 수학회 회원이 되었다.